# Lácacséke
Lácacséke es un pueblo ubicado en el distrito de Cigánd, condado de Borsod-Abaúj-Zemplén, Hungría.

## Superficie
Posee una superficie de 16,25 kilómetros cuadrados.

## Demografía
Hasta 2022 la población era de 287 habitantes, con una densidad de población de 17,66 habitantes por kilómetro cuadrado.